# Indikatorfunktion
En indikatorfunktion betegner i matematikken en afbildning {\displaystyle \mathbf {1} _{A}:X\to \lbrace 0,1\rbrace }, hvor {\displaystyle A\subseteq X}, som noteres:
{\displaystyle \mathbf {1} _{A}(x)=\left\{{\begin{matrix}1&{\mbox{hvis}}\ x\in A,\\0&{\mbox{hvis}}\ x\notin A.\end{matrix}}\right.}
Det vil sige, at indikatorfunktionen er en relation mellem {\displaystyle A} og {\displaystyle X}, således at for {\displaystyle x\in A} har vi at punktet {\displaystyle (x,1)} ligger i relationen – omvendt gælder der for {\displaystyle x\notin A}, at (x,0) ligger i relationen.
Indikatorfunktioner kaldes ofte, især på engelsk, for karakteristiske funktioner.